# Nur ad-Din
Nour ad-Din Mahmûd el Mâlik al Adil(en arabe : نور الدين محمود الملك العادل) (vers 1117/1118 - 15 mai 1174), aussi appelé Nur al-Din, ou Nûreddîn en français : « lumière de la religion », appelé aussi Noradin par les Francs, est une des principales figures de la contre-croisade du XIIe siècle qui lutte contre la présence des croisés en Syrie ainsi qu'en Égypte et prône pour cela l'unification des musulmans.
Émir d’Alep en 1146, il unifie la Syrie musulmane sous son autorité en 1154 en prenant Damas pour en faire la capitale de son royaume, puis envoie une expédition pour le contrôle de l’Égypte. Après sa mort, c'est Saladin qui recueille les fruits du travail réalisé en amont par les Zengides.
Une double nuance se trouve dans la signification étymologique de la titulature de Nûr al-Dîn, elle exprime à la fois le feu (nâr) dirigé contre les Infidèles ainsi que lumière (nûr) de la religion (dîn) selon le jeu de mots d'un thuriféraire de l'époque qui place Nûr al-Dîn au centre du mouvement qui permit de revivifier le concept de jihâd. Il était considéré à l'époque comme un homme d'une grande droiture, juste et bon mais aussi très croyant qui n'appréciait pas l'opulence, ses contemporains vantaient fréquemment ses valeurs morales.

## Biographie
Nûr ad-Dîn est un souverain d'origine turque de la dynastie des Zengides qui règne sur la Syrie (au sens médiéval du terme) de 1146 à 1174. Deux ans après avoir fait chuter Édesse (1144), événement capital de la contre-croisade, Zenkî, le père de Nur ad-Dîn, perd la vie, assassiné par un obscur serviteur. Il légua son royaume, à cheval entre la Haute-Mésopotamie et la Syrie du Nord, à ses deux fils. L'aîné Sayf ad-Dîn Ghâzi s'établit à Mossoul et Nur ad-Dîn à Alep. Cette succession ne se déroula pas sans heurts, cependant un compromis entre les deux frères fut trouvé.
Après l'échec de la seconde croisade (1148-49), Nûr ad-Dîn, en position de force, avait pour ambition de conquérir Damas. Dans un premier temps, il obtint d'être nominalement reconnu suzerain par Mu'in ad-Dîn Unur, émir bouride de la ville, qui laissa place à son fils, Mu'jir ad-Dîn Uvaq, en 1149. Nûr ad-Dîn parvint à s'emparer de Damas en 1154, sans y mettre le siège, grâce aux complicités de la population hostile à la faiblesse manifestée jusqu'alors par leur gouverneur envers les Francs. Cet événement capital lui permit d'unifier la Syrie à son profit et à cueillir les fruits des précédents efforts de son père pour réorganiser ses territoires dans un esprit de djihâd.
Toutes ces actions ont permis à Nûr ad-Dîn de se faire connaître par les Francs qui commencèrent à redouter sa présence. En bousculant les plans des croisés lors de la deuxième croisade, où le roi de France, obstiné contre l'avis de Raymond d'Antioche et avec des visées économiques sur la plaine de Béqaa et la vallée du Hauran, décide de mettre le siège devant Damas. Une erreur d'appréciation qui sera fatale à l'armée franque, étant donné que Mu'in ad-Dîn Unur s'empressa de demander de l'aide à Nûr ad-Dîn, tout en se méfiant de ses ambitions sur la Syrie. L'arrivée imminente de Nûr ad-Dîn sema la discorde dans les rangs de l'armée franque, si bien que l'émir de Damas put profiter de leurs divisions afin qu'ils lèvent le siège. À travers ce double-jeu, l'émir de Damas avait donné à son fils cinq ans de répit. Si Damas était l'objet de toutes les convoitises, c'était pour sa position stratégique. Les Francs ont toujours maintenu cette ville dans leur sillage afin d'empêcher toute réaction unitaire de se faire chez les musulmans : tant qu'Alep et Damas restaient en mauvais termes, le royaume de Jérusalem n'était pas menacé. Nûr ad-Dîn mit définitivement fin à l'histoire du comté d'Édesse en réprimant une révolte suscitée par les Arméniens et qui avait pour objectif de remettre Joscelin II au pouvoir. Nûr ad-Dîn était maintenant un adversaire sérieux au niveau géopolitique, et cela se confirma lorsqu'il fit de Damas la capitale de la Syrie. Il dirigea ensuite diverses campagnes contre les croisés et s'empara des principales places fortes : 'Azâz, Inab (en), Hârim et Apamée. La possession de celles-ci était un atout stratégique déterminant comme nous le montre l'étude topographique menée d'une main de maître par M. Elisséeff. En prenant place à 'Akkâr, juste en face du Krak des Chevaliers, puis à Baniyas à la fin de son règne, Nûr ad-Dîn s'imposa comme un fin stratège militaire, mais aussi comme un homme politique brillant au vu des multiples captures de prisonniers et des alliances qu'il mit au point (avec les Byzantins, avec les Seldjoukides, ainsi qu'avec les Fatimides). Nûr ad-Dîn était passé du statut d'inconnu par les Francs à celui d'une menace sérieuse dans la région lorsqu'il revendiqua l'unité et l'indépendance de la Syrie, constamment en proie à l'instabilité politique depuis les Umeyyades.
Cependant, Nûr ad-Dîn n'a jamais remporté de succès décisifs. Il réussit à desserrer l'étau qui paralysait les villes musulmanes les plus importantes de l'intérieur de la Syrie. Il ne perdit jamais de vue que le but de ses victoires successives était la reconquête de Jérusalem (al-Quds en arabe). Cette reconquête était envisageable dans la mesure où la prise de Damas facilite une conquête de la Galilée étant donné sa position stratégique à environ 200 kilomètres de la Ville Sainte. La preuve qu'il nous reste de cette volonté de reconquête, est le minbar en bois ouvragé spécialement destiné à prendre place dans la mosquée al-Aqsâ, une fois Jérusalem reconquise.
L'image du sultan-guerrier accolée à Nûr ad-Dîn mérite d'être renversée. Parallèlement à ses entreprises guerrières, Nûr ad-Dîn s'attacha à se comporter comme un prince pieux soucieux de régner en respectant l'équité et la justice. Très attaché à la religion, il se voua à remettre de l'ordre dans ses possessions syriennes dont il avait reconstitué les défenses, et à développer autour de lui des sentiments musulmans propres à soutenir l'effort de la contre-croisade. À cette attention, il gouvernait avec un conseil d'émirs dans sa résidence souveraine installée à l'intérieur de la citadelle de Damas en s'efforçant de rendre lui-même la justice au sein du dar al-adl' (équivalent d'un palais de justice) placé au pied de la citadelle. Surtout, il anima une politique religieuse de renforcement de l'islam sunnite et pour ce faire il fonda plusieurs madrasas à Alep puis à Damas. Il eut à réprimer une révolte chiite à Alep, dont il tolérait l'existence au départ avant de l'interdire. Il réussit à faire basculer la ville, majoritairement chiite aux IXe et Xe siècles, du côté sunnite. Afin de former les futurs cadres de l'administration, il fit venir des professeurs originaires de Mésopotamie, d'Iran et créa également à Damas un collège spécialisé dans l'étude des hâdiths prophétiques (dar al-hâdith). S'intéressant à l'architecture militaire, à la construction d'édifices d'utilité publique monumentaux (hammams) il dota les villes syriennes de tous les organes nécessaires au développement de la vie intellectuelle et religieuse, de ce fait il contribua largement au bien-être de la population.
La fin du règne de Nûr ad-Dîn fut surtout occupée par les expéditions qu'il envoya dans l'Égypte des Fatimides à trois reprises de 1164 à 1169, expéditions que commandait le Kurde Shîrkûh assisté par son neveu, le futur Saladin fils d'Ayyûb. Ces tentatives aboutirent au renversement du régime en 1171 c'est-à-dire à une victoire du sunnisme sur le chiisme ismaïlien mais elles firent naître une inévitable tension politique entre le souverain syrien et le jeune Saladin qui en 1174, succéda à Nûr ad-Dîn à la tête d'un nouvel ensemble territorial englobant à la fois l'Égypte et la Syrie.

### Guerre contre les croisés
Nur ad-Din est le deuxième enfant d'Imad ad-Din Zengi, célèbre ennemi des croisés. Après la mort de leur père, Nur ad-Din et son aîné Saif ad-Din Ghâzî se partagent son royaume. Ce dernier s’établit à Mossoul tandis que l’autre gouverna Alep. La frontière entre les deux nouveaux royaumes était matérialisée par le fleuve Khabur. Nur ad-Din commence par contenir l’offensive de Josselin II de Courtenay qui tente en vain de récupérer la ville d’Édesse que lui avait prise naguère Zengi. Nur al-Din punit les Arméniens d’Édesse pour s'être alliés aux croisés, tandis que les chrétiens syriaques qui habitaient la ville, craignant pour leur vie, quittent le pays. Il effectue ensuite une série d’attaques contre la principauté d'Antioche, se saisit de plusieurs châteaux au nord de la Syrie et repousse la frontière entre chrétiens et musulmans de l’Euphrate à l’Oronte.
En 1148, la deuxième croisade, menée par le roi de France Louis VII et par Conrad III de Hohenstaufen, empereur germanique, débarque en Syrie. Au lieu d’attaquer Nur ad-Din, qui représente le vrai danger pour les États francs, les croisés préfèrent faire leur pèlerinage à Jérusalem puis tentent de prendre Damas, alors que son émir est un allié traditionnel des Francs. Cette maladresse renforce le sentiment antichrétien des Damascènes. Mu'in ad-Din Unur, résiste, fait appel à toutes les troupes damascènes et demande l’aide de Nur ad-Din, qui arrive avec son armée. Pour éviter que Damas ne tombe sous le contrôle du Zengide, les croisés doivent lever le siège.

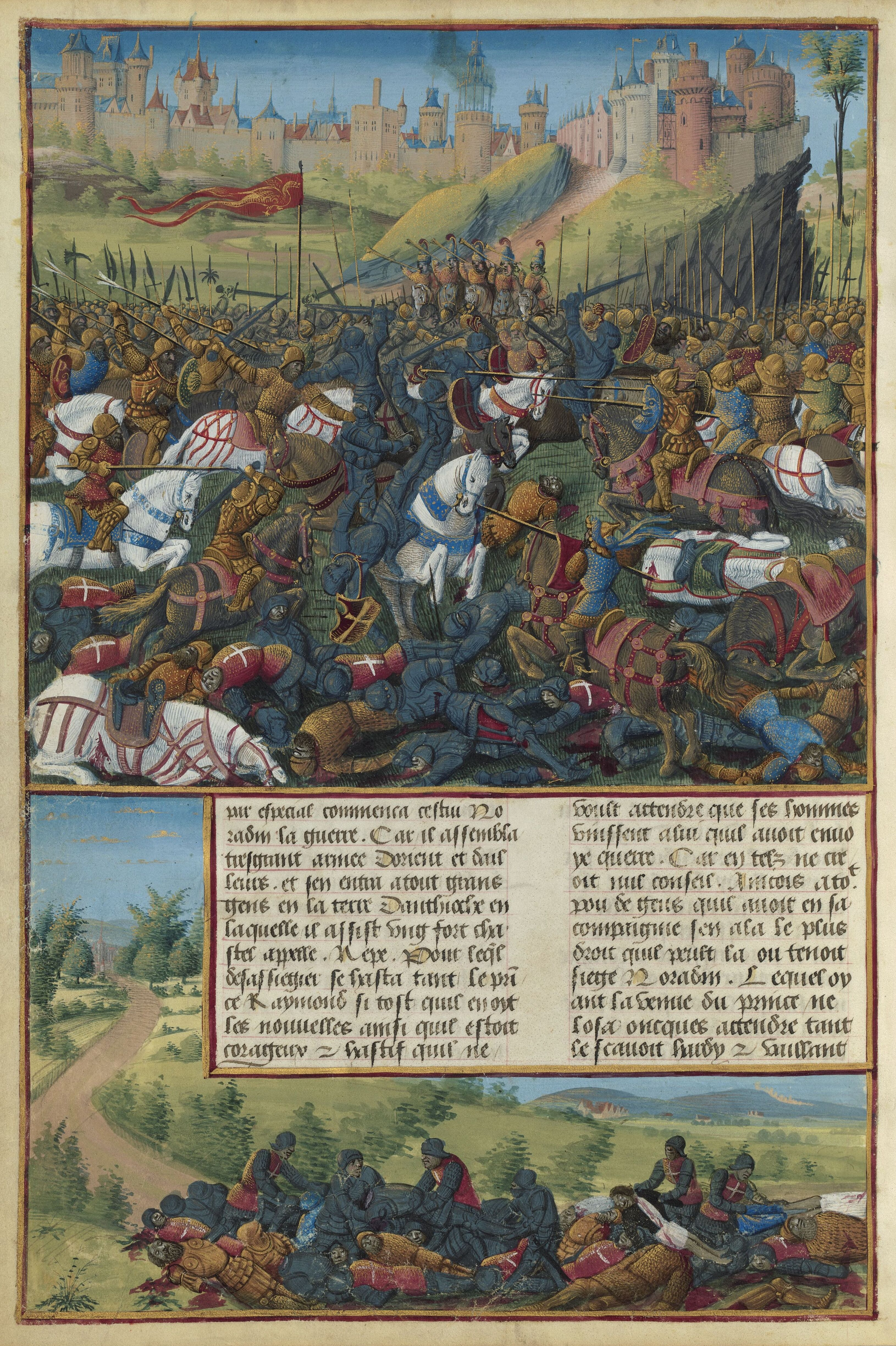
Bataille d'Inab.

En 1149, il lance une offensive contre les territoires dominés par le château de Hârim, situé sur la rive orientale de l’Oronte, après quoi il assiège le château d'Inab. Le prince d’Antioche, Raymond de Poitiers, vole au secours de la citadelle assiégée. L'armée musulmane décime l'armée croisée en 1149, et Raymond de Poitiers perd la vie au cours de la bataille. La ville d’Antioche n’est sauvée que par la défense que fait le patriarche et l’intervention du roi Baudouin III de Jérusalem qui oblige Nur ad-Din à lever le siège de la ville. Son frère Saif ad-Din Ghazi meurt en novembre 1149, mais Nur ad-Din ne peut pas se rendre immédiatement à Mossoul et c’est un autre frère, Qutb ad-Dîn Mawdûd  qui devient atabeg de Mossoul.
Profitant de la perte de prestige des Francs consécutivement à leurs défaites et à leurs erreurs, un certain nombre d’émirs musulmans se mettent à attaquer les possessions franques. Le sultan seldjoukide de Rum Mas`ûd Ier attaque et occupe le nord de ce qui reste du comté d’Édesse. Nur ad-Din assiège Turbessel, mais l’arrivée de Baudouin III l’oblige à lever le siège. Mais le comte Josselin II est capturé peu après, le 4 mai 1150 en se rendant à Antioche, et Turbessel est de nouveau assiégée, mais défendue avec acharnement par la comtesse Béatrice d’Édesse. Finalement, constatant ses limites à défendre la citadelle et avec l’accord du roi, elle cède ce qui reste du comté aux Byzantins, mais ces derniers se révèlent incapables de défendre la ville et Hanas, un lieutenant de Nur ad-Din, la prend le 12 juillet  1151.

### Unification de la Syrie
L’idéal de Nur ad-Din est de continuer le projet de son père qui consiste à rassembler les musulmans entre l’Euphrate et le Nil  sous une seule autorité pour faire front commun devant les croisés. Mais Damas constitue un obstacle majeur à cette unification. Muin ad-Din joue l’alliance franque contre Nur ad-Din et son successeur Mujir ad-Din Abaq, émir de Damas, empêche l’émir d’Alep, en 1153, d’intervenir pour secourir la ville d’Ascalon qui est prise par les Francs. Abaq accepte ensuite de se placer sous protectorat franc et de faire verser par les habitants un tribut annuel aux croisés. Nur ad-Din envoie Ayyub à Damas qui profite des mouvements de colère des Damascènes pour saper l’autorité de l’émir et retourner ses conseillers et ses lieutenants. Seul un officier, Ata ibn Haffad al Salami, se montre irréductible et Nur ad-Din fait savoir à Abak qu’il s’apprête à le trahir. Sans vérifier l’information, Abak le fait mettre à mort, se privant de son dernier fidèle. Nur ad-Din marche alors avec son armée sur Damas le 18 avril 1154, et la milice damascène lui ouvre les portes le 25 avril 1154. Abak se réfugie dans la citadelle, mais capitule rapidement. La Syrie est maintenant unifiée sous l’autorité de Nur ad-Din : d’Édesse au nord à Hawrân au sud.
À la suite d’une opération de razzia franque, Nur ad-Din décide d’attaquer Panéas. Il prend la ville basse le 18 mai 1157, mais Onfroy II de Toron résiste dans la citadelle. L’arrivée de Baudouin III, roi de Jérusalem, l’oblige à lever le siège, mais Baudouin, trop confiant, repart en Galilée et Nur ad-Din assiège de nouveau Panéas et Baudouin doit de nouveau intervenir pour libérer la place en juin 1157. Au mois d’août 1157, un séisme ravage la Syrie. L’émirat de Shaizar est ravagé, la famille régnante anéantie et Baudouin III en profite pour en prendre possession. Profitant d’une grave maladie qui terrasse Nur ad-Din pendant plusieurs mois, les Francs s’emparent également de Harrim le 25 décembre 1157.
Nur ad-Din, rétabli à la fin du printemps 1158, tente d’envahir la Galilée, mais est battu et repoussé par Baudouin à Puthala, près de l’embouche du Jourdain sur le lac de Tibériade le 15 juillet 1158. En 1158, une armée byzantine approche de la Syrie, mais il s’agit pour l’empereur Manuel Ier Comnène de châtier le nouveau prince d’Antioche, Renaud de Châtillon, qui s’est rendu coupable de piraterie contre les possessions byzantines, et d’imposer la présence byzantine en Cilicie. Après une entrevue avec le roi Baudouin III, une action concertée franco-byzantine est lancée contre Alep en 1159, mais qui tourne court, car l’empereur conclut une paix séparée avec Nur ad-Din.

### Nour Eddine, Sultan de la Syrie et de l'Égypte
Les Francs se trouvent maintenant confrontés à un royaume musulman fort en Syrie et commencent à avoir des vues sur l’Égypte pour s’étendre. La situation y est très trouble depuis 1154 et les guerres civiles pour s’emparer du pouvoir et du poste de vizir. En 1160, Baudouin III avait profité des luttes pour imposer un tribut de cent soixante mille dinars. En 1163, son successeur Amaury Ier prend prétexte du non-versement de ce tribut pour assiéger Bilbéis. La crue du Nil et la rupture des digues ordonnées par le vizir l’obligent à lever le siège, mais le roi a pu mesurer par cette campagne la fragilité de l’État égyptien. Il envisage une autre invasion, mais Nur ad-Din attaque la principauté d’Antioche pour faire diversion et obliger Amaury à laisser l’Égypte tranquille. Au début de 1164, le vizir égyptien Shawar est renversé, mais il réussit à se réfugier à Alep et demande à Nur ad-Din de le replacer au pouvoir. D’abord réticent, Nur ad-Din finit par envoyer en avril 1164 une armée commandée par Shirkuh, qui rétablit Shawar sur le vizirat. Mais Shawar refuse de verser à Shirkuh les indemnités et le tribut promis et fait appel à Amaury Ier pour s’en débarrasser. Fort de cette légitimité imprévue il intervient en Égypte et menace Shirkuh. C’est alors que Nur ad-Din lance une nouvelle attaque contre Antioche. Amaury et Shirkuh signent un cessez-le-feu et évacuent simultanément l’Égypte. Mais Nur ad-Din a pris Hârim (12 août 1164), fait prisonnier le prince Bohémond III d'Antioche et Antioche n’est sauvée que par une intervention byzantine.
Pour éviter les troupes byzantines, il attaque plus au sud et prend Panéas le 18 octobre 1164, Amaury Ier, rentré d'Égypte en novembre, met la principauté d'Antioche en état de défense et réussit à négocier la libération de Bohémond III. En 1165, Nur ad-Din prend la forteresse de Shaqîf-Tîrûn, puis celle de Munîtira en 1166.
Shirkuh souhaite prendre sa revanche sur Shawar, Nur ad-Din, qui est sunnite, souhaite combattre le califat fatimide et chiite d'Égypte, aussi envoie-t-il de nouveau Shirkuh en janvier 1167. Shawar fait de nouveau appel aux Francs et Amaury quitte Gaza le 31 janvier 1167 à la tête de son armée. Il conclut un traité d'alliance avec l'Égypte qui met de fait ce pays sous protectorat franc. Amaury et Shawar livrent bataille à Shirkuh à Bâbain-Ashmûnain le 18 mars 1167. Ils sont défaits, mais ne subissent que peu de pertes. Ils ne peuvent empêcher Shirkuh de prendre Alexandrie, qui en confie la défense à son neveu Saladin, tandis qu'il combat en Haute-Égypte. Mais les réserves de la ville sont faibles et Saladin ne peut résister longtemps, aussi Amaury et Shirkuh négocient encore une paix et évacuent simultanément le pays en août 1167.
En partant, Amaury a laissé au Caire un petit détachement chargé de percevoir le tribut promis de cent mille dinars. Leur présence mécontente la population et Shawar envisage de s'allier à Nur ad-Din pour s'en débarrasser. D'autre part, au cours d'un voyage diplomatique à Byzance, les souverains byzantins et francs envisagent une action commune de conquête de l'Égypte. Mais, avant même que les Byzantins envoient leurs troupes, les Francs passent à l'attaque et envahissent l'Égypte en octobre 1168. Pendant que Shawar temporise et cherche à négocier, le calife Al-Adid demande l'aide de Nur ad-Din, lequel envoie Shirkuh. Quand les Francs arrivent devant le Caire, ils trouvent la ville en proie aux incendies que les Cairotes ont allumés, préférant livrer leur ville aux flammes plutôt qu'aux Francs. Craignant d'être pris à revers par Shirkuh, Amaury et les Francs rentrent en Palestine le 2 janvier 1169. Shirkuh arrive peu après, fait exécuter Shawar le 18 janvier 1169 et s'attribue le vizirat. Il meurt peu après, le  23 mars 1169, et Saladin est nommé vizir par le calife.

### Décès et succession
Après avoir rallié l’Égypte, Nur ad-Din pense avoir unifié le Proche-Orient musulman ; or Saladin qui tient les rênes du pouvoir en Égypte ne souhaite pas le suivre. Pendant les quatre années qui suivent, Saladin montre l’apparence de la soumission et multiplie les déclarations d’allégeance, mais cherche à marquer la plus grande distance avec Nur ad-Din. À la demande de ce dernier, il abolit le califat chiite, mais ne participe pas aux invasions menées par Nur ad-Din contre le royaume de Jérusalem en 1171 et 1173, et espère que le royaume croisé reste en place, agissant comme une zone « tampon » entre l'Égypte et la Syrie. Nur ad-Din réalise alors qu'il a créé sans le vouloir une puissance dangereuse en la personne de Saladin, et les deux chefs rassemblent des armées pour ce qui semblait être une guerre inévitable.
Alors que Nur ad-Din Mahmûd s’apprête à se rendre en Égypte en 1174, il est saisi d’une fièvre qui le terrasse à 59 ans. Son fils, le jeune As-Salih Ismail al-Malik devient l'héritier légitime, et Saladin se déclare son vassal, bien qu'il désire unifier la Syrie et l'Égypte sous son propre règne. Saladin occupe Damas dès 1174, repousse les attaques des différents princes zengides, et s’empare d’Alep en 1183.

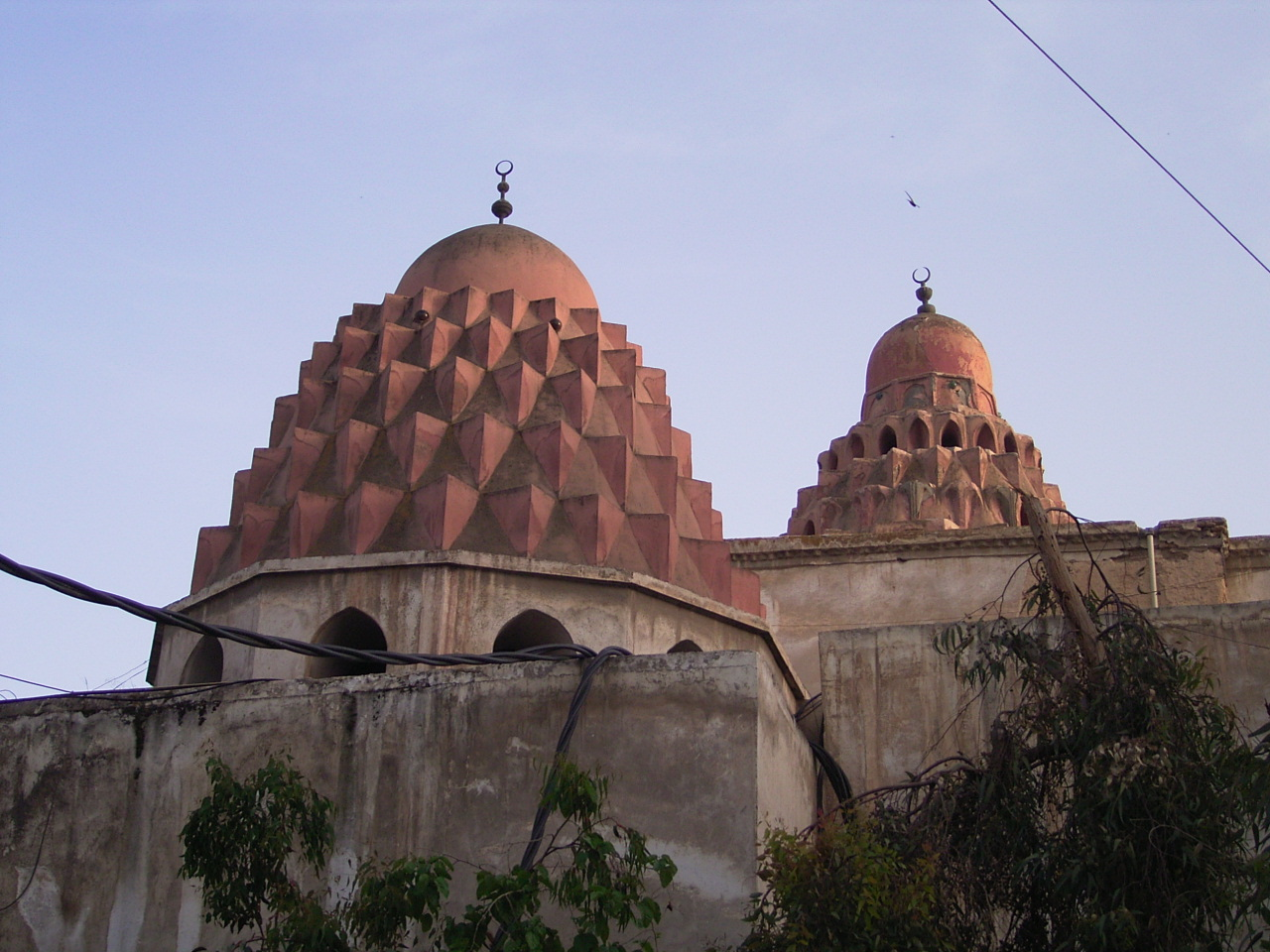
Dômes de la madrasa et tombeau de Nur ad-Din à Damas.
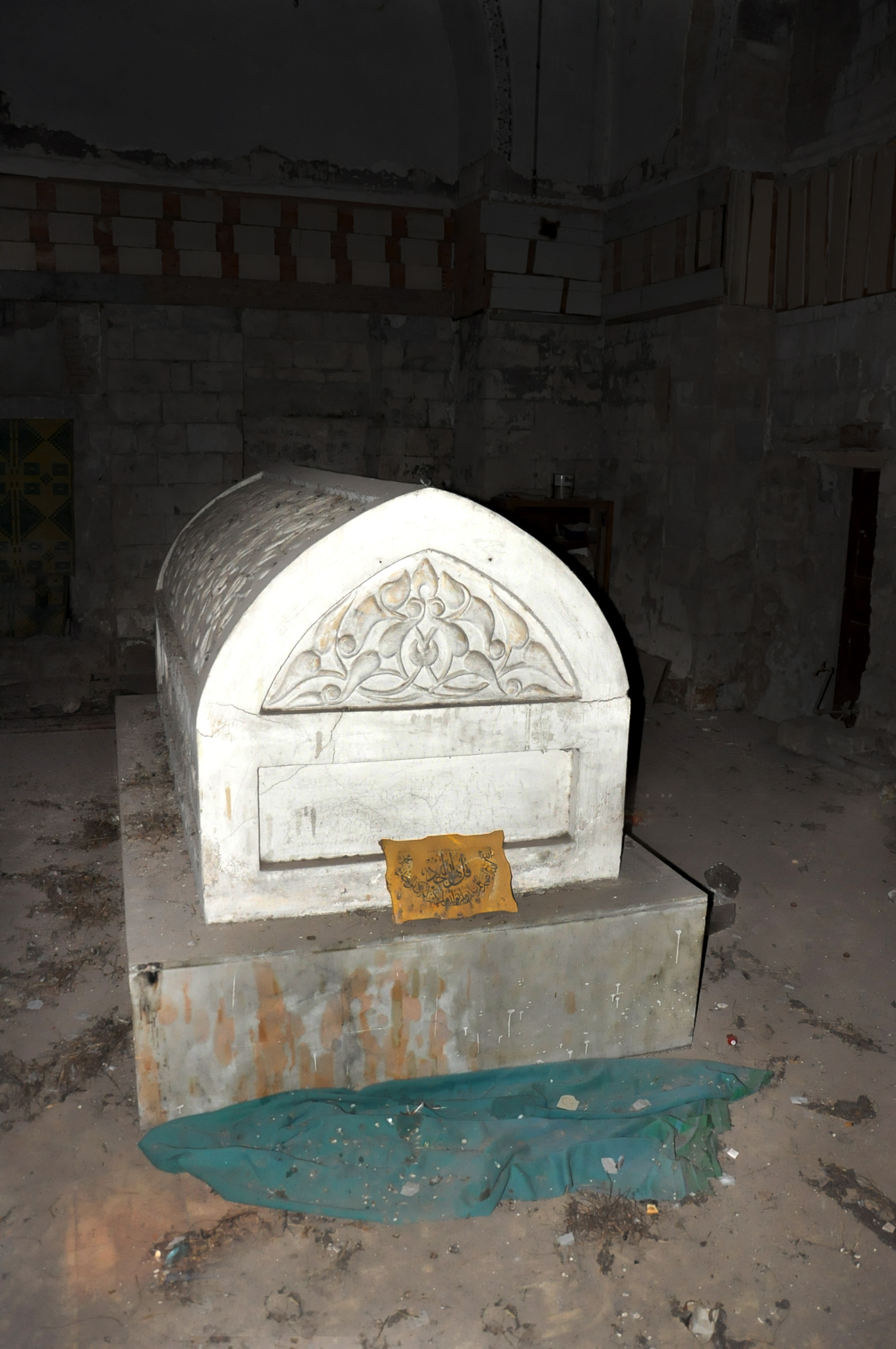
Tombe de Nur ad-Din à Damas.

## Souverain de Syrie
Nur ad-Din croyait en l’islam et en sa grandeur. Il pensait que les croisés étaient des étrangers aux territoires arabo-musulmans, venus d’outre-mer s’emparer des terres et profaner les lieux sacrés. Il ne s'en prit néanmoins pas aux chrétiens qui vivaient sous son autorité, à l'exception toutefois des Arméniens d'Édesse.
Le jihâd et l’unification des rangs musulmans ne le détournent pas de la construction d'universités et de mosquées qui se répartissent dans toutes les villes qu’il contrôle. Ces universités s’occupaient principalement de Coran et de Hadith. Nur ad-Din était féru de Hadith et aimait que des spécialistes lui en fissent la lecture. Ses professeurs lui accordèrent même un diplôme de narration du Hadith.
Soucieux des démunis, il fait construire des hôpitaux gratuits dans chacune des villes de son État. Il fait également édifier des caravansérails sur les routes afin que les voyageurs pussent s’y arrêter. Il tenait plusieurs fois par semaine une séance où les gens venaient lui demander de rendre justice contre ses généraux, gouverneurs ou employés. Il reste dans le monde musulman une figure légendaire de courage militaire, de piété et de modestie.

## Postérité
Seuls trois enfants lui sont connus :
- As-Salih Ismail al-Malik (1162 † 1181), émir de Damas et d'Alep, avec Ismet Eddin Khatoun ;
- une fille, mariée à son cousin Imad ad-Din Zengi, émir de Sinjar et d’Alep ;
- une fille que les habitants d’Alep envoient négocier avec Saladin lors du siège de 1175.

### Sources
- René Grousset, Histoire des croisades et du royaume franc de Jérusalem - II. 1131-1187 L'équilibre, Paris, Perrin, 1935 (réimpr. 2006), 1013 p.
- Amin Maalouf, Les Croisades vues par les Arabes, J’ai lu, 1983 (ISBN 978-2-290-11916-7).
- Foundation for Medieval Genealogy